# Echelon (Nova Jersey)
Echelon és una concentració de població designada pel cens dels Estats Units a l'estat de Nova Jersey. Segons el cens del 2000 tenia 10.440 habitants.

## Demografia
Segons el cens del 2000, Echelon tenia 10.440 habitants, 4.886 habitatges, i 2.345 famílies. La densitat de població era de 1.419,3 habitants/km².
Dels 4.886 habitatges en un 22,8% hi vivien nens de menys de 18 anys, en un 36,8% hi vivien parelles casades, en un 8,5% dones solteres, i en un 52% no eren unitats familiars. En el 43,6% dels habitatges hi vivien persones soles el 13,4% de les quals corresponia a persones de 65 anys o més que vivien soles. El nombre mitjà de persones vivint en cada habitatge era de 2,09 i el nombre mitjà de persones que vivien en cada família era de 3,01.
Per edats la població es repartia de la següent manera: un 19,8% tenia menys de 18 anys, un 8,1% entre 18 i 24, un 38% entre 25 i 44, un 20,2% de 45 a 60 i un 13,9% 65 anys o més.
L'edat mediana era de 36 anys. Per cada 100 dones de 18 o més anys hi havia 86,4 homes.
La renda mediana per habitatge era de 49.410 $ i la renda mediana per família de 63.962 $. Els homes tenien una renda mediana de 46.934 $ mentre que les dones 36.556 $. La renda per capita de la població era de 26.850 $. Aproximadament el 4,9% de les famílies i el 8,3% de la població estaven per davall del llindar de pobresa.

## Poblacions més properes
El següent diagrama mostra les poblacions més properes.